# Benediktinerinnenkloster Nancy
Das Benediktinerinnenkloster Nancy war von 1669 bis 1792 ein Priorat der Benediktinerinnen vom Heiligsten Sakrament in Nancy im Département Meurthe-et-Moselle (Bistum Toul) in Frankreich.

## Geschichte

### Nancy
Katharina von Lothringen (1573–1648), Tochter von Herzog Karl III. und seit 1611 Äbtissin von Remiremont, gründete 1625 in Nancy das Nonnenkloster Notre-Dame-de-Consolation (Maria Trost). Margarete von Lothringen (1615–1672), Tochter  Franz II. und Gemahlin von Gaston de Bourbon, duc d’Orléans, betrieb die Eingliederung dieses Klosters in die von Mechtilde de Bar gegründete Reformkongregation der Benediktinerinnen vom Heiligsten Sakrament. Der Konvent bestand in dieser Form (in der Rue Saint-Dizier) von 1669 bis zur Auflösung 1792 durch die Französische Revolution. Es sind keine Reste übrig.

### Die Macarons von Nancy
In Nancy stellten die Nonnen Gebäck her, die berühmten Macarons. Einige Überlebende der Revolution führten diese Tätigkeit in einer Straße fort, die später den Namen „Rue des Sœurs-Macarons“ erhielt. Heute gibt es ein „Maison des Soeurs Macarons“ in der Rue Gambetta, nahe der Rue Saint-Dizier.

### Saint-Nicolas-de-Port
1812 taten sich die überlebenden Nonnen mit denen der Klöster Toul und Rambervillers zusammen und begannen in dem leerstehenden Kloster der Augustiner-Chorfrauen in Saint-Nicolas-de-Port ein neues Klosterleben.